# Anisoplia erichsoni
Anisoplia erichsoni är en skalbaggsart som beskrevs av Edmund Reitter 1889. Anisoplia erichsoni ingår i släktet Anisoplia och familjen Rutelidae. Inga underarter finns listade i Catalogue of Life.